# Distrito de Pelhřimov
El distrito de Pelhřimov es uno de los cinco distritos que forman la región de Vysočina, República Checa, con una población estimada a principio del año 2018 de 72 143 habitantes. Se encuentra ubicado en el centro-sur del país, al sureste de Praga, cerca de la frontera con Austria. Su capital es la ciudad de Pelhřimov.

## Localidades (población año 2018)
- Arneštovice 84
- Bácovice 88
- Bělá 56
- Bohdalín 171
- Bořetice 69
- Bořetín 106
- Božejov 634
- Bratřice 148
- Budíkov 319
- Buřenice 205
- Bystrá 117
- Čáslavsko 109
- Častrov 591
- Čejov 589
- Čelistná 97
- Černov 109
- Černovice 1 731
- Červená Řečice 1 008
- Cetoraz 295
- Chyšná 107
- Chýstovice 32
- Čížkov 136
- Dehtáře 117
- Dobrá Voda 199
- Dobrá Voda u Pacova 96
- Dubovice 74
- Důl 58
- Eš 57
- Hojanovice 103
- Hojovice 81
- Hořepník 625
- Hořice 186
- Horní Cerekev 1 841
- Horní Rápotice 156
- Horní Ves 300
- Humpolec 10 835
- Jankov 36
- Ježov 61
- Jiřice 918
- Kaliště 350
- Kámen 267
- Kamenice nad Lipou 3 789
- Kejžlice 376
- Koberovice 163
- Kojčice 336
- Komorovice 199
- Košetice 710
- Krasíkovice 119
- Křeč 221
- Křelovice 347
- Křešín 141
- Leskovice 100
- Lesná 70
- Lhota-Vlasenice 86
- Libkova Voda 241
- Lidmaň 286
- Litohošť62
- Lukavec 995
- Martinice u Onšova 59
- Mezilesí 118
- Mezná 156
- Mladé Bříště 252
- Mnich 402
- Moraveč 201
- Mysletín 123
- Nová Buková 101
- Nová Cerekev 1 112
- Nový Rychnov 1 037
- Obrataň 817
- Olešná 576
- Ondřejov 154
- Onšov 228
- Pacov 4 823
- Pavlov 123
- Pelhřimov 16 105
- Píšť78
- Počátky 2 563
- Polesí 99
- Pošná 245
- Proseč 76
- Proseč pod Křemešníkem 93
- Putimov 274
- Řečice 136
- Rodinov 226
- Rovná 54
- Rynárec 627
- Salačova Lhota 129
- Samšín 156
- Sedlice 135
- Senožaty 742
- Staré Bříště 66
- Stojčín 114
- Střítež 102
- Střítež pod Křemešníkem 61
- Svépravice 115
- Syrov 50
- Těchobuz 80
- Těmice 414
- Ústrašín 237
- Útěchovice 66
- Útěchovice pod Stražištěm 103
- Útěchovičky 73
- Včelnička 207
- Velká Chyška 273
- Velký Rybník 193
- Veselá 227
- Věžná126
- Vojslavice 102
- Vokov 166
- Vyklantice 151
- Vyskytná 716
- Vysoká Lhota 15
- Vystrkov 286
- Zachotín 238
- Zajíčkov 224
- Želiv 1 150
- Zhořec 102
- Žirov 80
- Žirovnice 2 937
- Zlátenka 47